# 森杜萊尼鄉
46°27′N 26°44′E / 46.450°N 26.733°E
森杜萊尼鄉（羅馬尼亞語：Comuna Sănduleni, Bacău），是羅馬尼亞的鄉份，位於該國東北部，由巴克烏縣負責管轄，面積45平方公里，海拔高度278米，2007年人口4,479，人口密度每平方公里100人。